# Казарма 6 км
Казарма 6 км — станция в Рославльском районе Смоленской области России. Входит в состав Волковичского сельского поселения. Население — 2 жителя (2007 год). 
Расположена в южной части области в 9 км к юго-востоку от Рославля, в 9 км восточнее автодороги А141 Орёл — Витебск, на берегу реки Навля. В 0,1 км южнее населённого пункта расположена железнодорожная станция О.п. 6-й км на линии Рославль — Фаянсовая. 

## История
В годы Великой Отечественной войны станция была оккупирована гитлеровскими войсками в августе 1941 года, освобождена в сентябре 1943 года.